# Nepenthes undulatifolia
Nepenthes undulatifolia este o specie de plante carnivore din genul Nepenthes, familia Nepenthaceae, ordinul Caryophyllales, descrisă de Nerz, Wistuba, U. Zimm., Chi. C. Lee, Pirade și Pitopang. Conform Catalogue of Life specia Nepenthes undulatifolia nu are subspecii cunoscute.